# 陳雄立
陳 雄立（ちん ゆうりつ、1939年 - ）は、中国の画家。斉白石が創立した北京中国絵画研究協会の会員で、2021年現在は会員中唯一の存命者である。花や鳥のフリーハンド描画、および風景図を専門としており、フリーハンド技法を開発した鹿の水墨画が特に国内外に名高い。

## 来歴
北京に生まれ、16歳の若さで作品が入賞する。1956年、中国絵画界の斉白石と何香凝が創立した北京中国絵画研究協会（会員127人）に最年少で入会した。 同時に入会した中には、白雪石、郭味蕖、陶一清などがいる。北京中国絵画研究協会は国務院総理だった周恩来の提唱で創立され、陳の画家としての方向性に決定的な役割を果たした。
同年、李苦禅に弟子入りした。 1980年から1989年まで、陳は中央民族学院の芸術学部の教授に任命された。1987年、オーストラリアで個展を開催。1989年、テネシー州メンフィスで開催された国際文化遺産祭に参加するためにアメリカ合衆国を訪問し、メンフィスでは名誉市民権証明書を授与され、カリフォルニア州政府とサンベルナルディーノ市から文化名誉証明書を授与された。
1996年、陳はアメリカの電話会社のために「三国志演義キャラクターのテレホンカード」を描き、アメリカの日常生活に中国の絵画を持ち込んだ。
アメリカ国際中国芸術家協会では事務局長や副会長、湖北絵画協会名誉会長、北京紫禁城絵画・書道芸術協会副会長、アメリカ中国絵画・書道歴史研究協会副会長、中国南西嘉通大学芸術学部客員教授、李可染財団コンサルタント等を歴任した。
また、アルハンブラ、カリフォルニア、モンゴルから文化の名誉証を授与された。